# Николай Дадиани
Нико Дадиани (груз. ნიკოლოზ (ნიკო) დავითის ძე დადიანი; 4 января 1847, Зугдиди — 24 января 1903, Петербург) — последний владетельный князь Мегрелии (1853—1866). После утраты трона стал именоваться на русский манер: светлейший князь Николай Давидович Мингрельский.

## Происхождение
Сын владетельного князя Мегрелии Давида I Дадиани (1812—1853) и Екатерины Александровны, урождённой княжны Чавчавадзе, дочери генерал-лейтенанта и поэта Александра Гарсевановича Чавчавадзе.

## Биография
Ему было 7 лет, когда умер отец и княжеством от его имени до совершеннолетия управляла мать совместно с регентским советом (в состав которого входили младшие братья его отца: Григорий Леванович и Константин Леванович).
С началом военных действий турок под командованием Омер-паши, против Мегрелии (в ходе Крымской войны) находился в войсках княжества вместе с матерью княгиней Екатериной. В 1856 прибыл с матерью на коронацию императора Александра II, был пожалован флигель-адъютантом и зачислен в лейб-гвардии Кавказский эскадрон Собственного Его Величества конвоя. После отъезда матери в Мегрелию в 1857 остался в Петербурге. Для завершения образования был отправлен в Париж.
Когда Мегрельское княжество было упразднено в 1866 году, Николай Давидович на основании именного Высочайшего указа от 4 января 1867 года получил право именоваться Светлейшим князем Мингрельским и в компенсацию за отказ от владетельных прав в пользу русского императора получил от российского правительства миллион рублей, сохранив в личной собственности имения, принадлежавшие ему в Мегрелии, в том числе дворец Дадиани в Зугдиди и Горди.

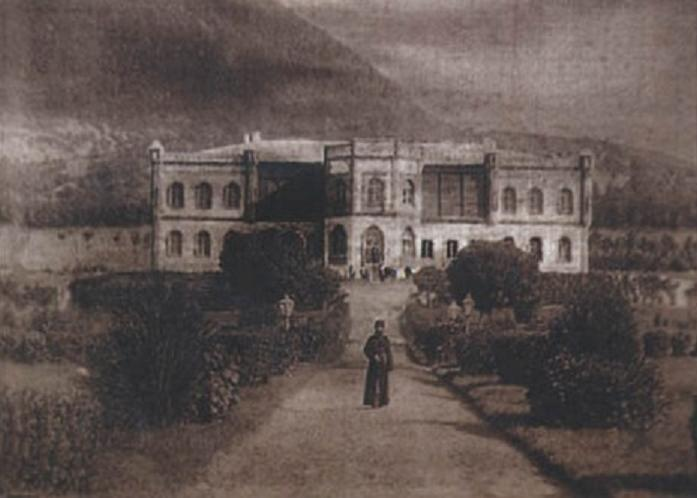
Дворец Горди

Был дружен с наследником-цесаревичем Николаем Александровичем. В 1868 произведен в штабс-ротмистры. Участвовал в боях Русско-турецкой войны 1877—1878 гг., кавалер боевых орденов, награждён золотым палашем с надписью «За храбрость». В 1877 произведен в подполковники, а в 1878 — в генерал-майоры.
Умер в 1903 году. Его тело было доставлено на родину; похоронен в родовой усыпальнице в Мартвильском кафедральном соборе. На похороны последнего из независимых владетелей прибыли представители всех областей Грузии. Торжественные заупокойные прошли во многих храмах.

## Кандидат на болгарский престол
В 1886 году русское правительство выдвигало его кандидатуру на престол Болгарии (после детронизации Александра Баттенберга), но австро-германская дипломатия сумела добиться воцарения принца Фердинанда Кобургского.

## Общественная деятельность
Князь Николай Давидович являлся одним из основателей Земельного дворянского банка. Передал Обществу по распространению грамотности среди грузин богатейшую библиотеку старинных грузинских книг, принадлежавших князьям Дадиани (179 томов, в том числе рукописи X и XI вв).

## Семья

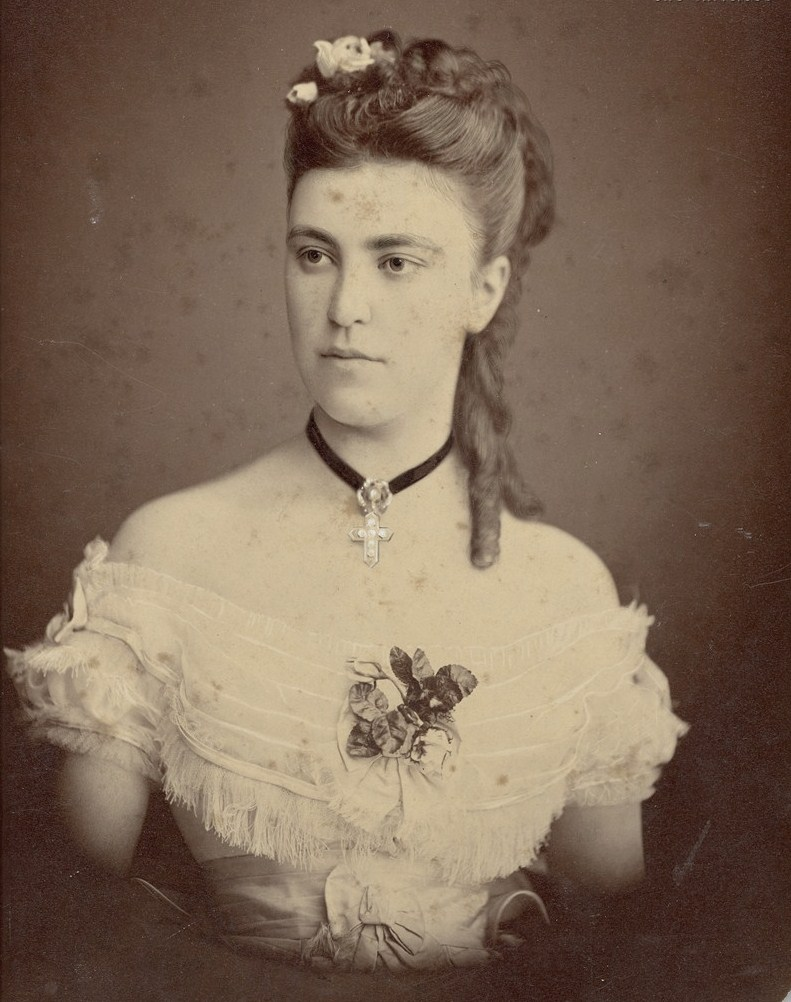
Мария Александровна, жена

Жена (с 14 апреля 1874 года) — графиня Мария Александровна Адлерберг (29.03.1849—27.02.1926), фрейлина двора, дочь министра двора графа Александра Владимировича Адлерберга от брака с Екатериной Николаевной Полтавцевой. Венчание было в Петербурге в Придворной церкви Зимнего дворца. После революции эмигрировала во Францию, где и умерла. В браке были рождены:
- Екатерина (1875—1875).
- Николай (30.11.1876[4]—1919), крещен 15 февраля 1877 года в Придворной церкви Зимнего дворца при восприемстве императора Александра II, бабушки графини Е. Н. Адлерберг и княгини Е. А. Дадиани; второй и последний светлейший князь Мингрельский. В 1914 году камер-юнкер, был причислен к министерству иностранных дел. Арестован большевиками и умер в петроградской тюрьме. Его невеста княжна Елена Эристави добилась разрешения похоронить его в ограде церкви грузинского подворья.
- Саломе-Миа Николаевна (1878—1961), фрейлина, с 1897 года замужем за князем Александром Николаевичем Оболенским.

У Николая Давидовича была также внебрачная дочь Меник Николаевна (1880—1954), от княжны Кесарии Кишвардовны Чиковани (1854— ? ). С рождения была признана в своих правах и носила титул — княжна Меник Николаевна Дадиани. Была замужем за князем Андрией (Индико) Давидовичем Геловани (1872—1924).

## В искусстве
Иоганн Штраус (сын) посвятил Дадиани своё произведение «Niko-Polka Архивная копия от 15 октября 2017 на Wayback Machine», op. 228